# Mali zvezdni dodekaeder
| Mali zvezdni dodekaeder       | Mali zvezdni dodekaeder                              |
| ----------------------------- | ---------------------------------------------------- |
|                               |                                                      |
| vrsta                         | Kepler-Poinsotov polieder                            |
| jedro stelacije               | dodekaeder                                           |
| elementi                      | F = 12, E = 30, V =12 ({\displaystyle \chi \,} = -6) |
| stranskih ploskev na stranico | 12 {5/2}                                             |
| Schläflijev simbol            | {5/2,5}                                              |
| Wythoffov simbol              | 2 5/2                                                |
| simetrijska grupa             | Ih, H3, [5,3], *532                                  |
| Coxeter-Dinkinov diagram      |                                                      |
| lastnosti                     | pravilni nekonveksni                                 |
| (5/2)5 slika oglišč           | veliki dodekaeder (dualni polieder)                  |

Mali zvezdni dodekaeder je v Kepler-Poinsotov polieder. Ima Schläflijev simbol {5/2,5}. Je eden izmed štirih nekonveksnih pravilnih poliedrov. Sestavlja ga dvanajst pentagramskih stranskih ploskev, ki vsebujejo po pet pentagramov, ki se srečajo v vsakem oglišču. 

## Slike
| Prosojni model | Ročno izdelani modeli                                                                                      | Ročno izdelani modeli |
| --- | --- | --- |
| (glej tudi: animacijo) | | |
| sferno tlakovanje | stelacija                                                                                                  | mreža telesa |
| Ta polieder predstavlja sferno tlakovanje z gostoto 3. (Ena petkotna stranska ploskev je prikazana v modri barvi in obarvana z rumeno) | Lahko jo konstruiramo kot prvo izmed treh stelacij dodekaedra in obravnavamo kot Wenningerjev model [W20]. | Male stelirane dodekaedre lahko konstruiramo iz papirja ali lepenke tako, da povežemo 12 petstranih enakokrakih piramid na podoben način kot petkotnike v pravilnem dodekaedru. Z neprosojno snovjo se to kaže kot zunanji del vsake pentagramske stranske ploskve. |

## Sorodni poliedri
Konveksna ogrinjača je pravilni konveksni ikozaeder. Ta si deli svoje robove z velikim ikozaedrom. 
Polieder je tudi prisekanje velikega dodekaedra:
Prisekani mali zvezdni dodekaeder izgleda na površni kot dodekaeder. Ima 24 stranskih ploskev.
| ime                      | mali zvezdni dodekaeder | prisekani mali zvezdni dodekaeder | dodekadodekaeder | prisekani veliki dodekaeder | veliki dodekadodekaeder |
| ------------------------ | ----------------------- | --------------------------------- | ---------------- | --------------------------- | ----------------------- |
| Coxeter-Dinkinov diagram |                         |                                   |                  |                             |                         |
| Slika                    |                         |                                   |                  |                             |                         |